# Трансфузијска медицина
Трансфузијска медицина је медицнска специјализација која подразумева тестирање крви пре трансфузије и утврђивање компатибилности; прерада крви након производње, укључујући зрачење, прање и смањење запремине; и давање одговарајућих производа одговарајућим пацијентима. Трансфузијска медицина се стога јавља претежно у болницама обично под називом болничка трансфузиолошка служба. Болничка трансфузијаслужба је такође типично одговорна за консултације са клиничарима у вези са сложеним питањима трансфузије и коагулације, као и за избор специјализованих производа укључујући рекомбинантне и хумане концентрате везане за коагулацију, интравенски гамаглобулин и албумин.

## Историја
Године 1628. енглески лекар Вилијам Харви енглески лекар, физиолог, биолог и један од оснивача физиологије и ембриологије. Први је физиолог који је дао тачан и правилан опис, циркулације крви у затвореном систему помоћу срца. Убрзо након тога, покушана је прва трансфузија крви. У другој половини 17. века енглески лекар Ричард Лоуер који је у великој мери утицао је на развој медицинске науке, остаће највише запамћен по свом пионирском раду на трансфузији крви и функцији кардиопулмоналног система, које је описао у својој књизи Tractatus de Corde. Ричард Лауер је истражио утицај промене волумена крви на крвни систем, и развио је методе за проучавање укрштеног кружења крви код животиња. Његови експерименти су на крају довели до прве праве трансфузије крви. 
Карл Ландстеинер који је признат за оца трансфузијске медицине, заслужан је за прву класификацију људске крви у четири типа (А, Б, АБ, О) или АБО  систем крвних група.
Трансфузијска медицина непрекидно наставља да се развија, уз континуирани научни и клинички напредак. Увођење напреднијих серолошких и молекуларних техника за микробиолошка испитивања и строжи критеријуми за избор донора у великој мери су смањили ризике од инфекције која се преноси трансфузијом. Додатни кораци током обраде крви и компоненти, укључујући леукодеплецију и, где је изводљиво, инактивацију вируса, додатно су побољшали безбедност у трансфузијској медицини.

## Опште информације
Трансфузијска медицина је област медиицине која се динамички развија. Недавна висококвалитетна истраживања су преобликовала парадигме које воде трансфузију крви . Како све већи број доказа подржава корист од ограничавања трансфузије, развијене су и дистрибуиране смернице у клиничкој пракси које регулишу оптималну трансфузију црвених крвних зрнаца, тромбоцита, плазме и криопреципитата . Концепти који се крећу од трансфузијских прагова до профилактичке употребе до максималног времена складиштења обрађени су у смерницама. Програми за управљање крвљу пацијената су развијени да имплементирају принципе безбедности пацијената кроз ограничавање трансфузије у клиничкој пракси. Подаци из Националне анкете о хемовигиланцији који показују драматичан пад употребе крви током протекле деценије показују практично прихватање тренутних принципа који воде безбедност пацијената. Паралелно са смањењем употребе традиционалних крвних производа, убрзао се развој нових технологија за трансфузију крви, као што су сушење замрзавањем и складиштење у хладњачама. Такође су се променили приступи доношењу политичких одлука за повећање безбедности крви. Покретачи ових промена укључују дубље разумевање новонасталих претњи и нежељених догађаја засновано на хемовигиланцији, и све већа очекивања здравственог система да усклади доношење одлука о безбедности крви са приступима који се користе у другим дисциплинама здравствене заштите.

## Приоритети и управљање
Кључни приоритети клиничке трансфузијске праксе укључују:
- избегавање непотребне трансфузије,
- поштовање принципа манипулације крвљу пацијента,
- смањење грешака у трансфузији које се могу избећи где год је то могуће.

Робусна инфраструктура клиничког управљања унутар болнице, укључујући активни болнички трансфузијски тим и болнички комитет за трансфузију, је од суштинског значаја за спровођење кључних активности како би се осигурала безбедна трансфузијска пракса и одговарајућа употреба крви.

## Установе трансфузијске медицине у Србији
Трансфузијска медицина у Србији  обавља се у:
- Институту, односно заводу за трансфузију крви (овлашћеној трансфузијској установи),  као самосталној здравственој установи.
- Болничким банкама крви, које су део стационираних здравствених установа.

У циљу осигурања доступности крви и компонената крви за све здравствене установе, број овлашћених трансфузијских установа у Републици Србији одређује се Планом мреже здравствених установа који доноси Влада, у складу са законом којим се уређује здравствена заштита.

## Школовање у Србији
Специјализација из трансузијске медицине која траје 36 месеци, изводи се у облику двосеместрална настава у трајању од 9 месеци и практичног стажирања у трајању од 27 месеци
Настава из трансфузиологије  која се реализује у сарадњи са предавачима из неколико установа и Медицинског факултета  подељена је на два семестра.
- Први семестар — садржи области из базичне трансфузиологије.
- Други семестар — садржи области из клиничке трансфузиологије.